# 維托里奧·阿梅迪奧二世 (卡里尼亞諾)
維托里奧·阿梅迪奧二世（義大利語：Vittorio Amedeo II，1743年10月31日—1780年9月10日），卡里尼亞諾親王，1778年至1780年在位。

## 家庭
1768年，維托里奧·阿梅迪奧與洛林的約瑟芬結婚，兩人的獨子卡洛·埃馬努埃萊於1770年出生。